# Reichssteuerverzeichnis von 1241
Das Reichssteuerverzeichnis von 1241 der precarie civitatum et villarum („Bitte an Städte und Orte“) ist eines der wenigen mittelalterlichen Dokumente, die Auskunft geben über die Organisation von Königsterritorium und Reichsgut in staufischer Zeit.
Veranlagt wurden durch König Konrad IV. (1237–1254) Städte, Verwaltungsbereiche, Grundherrschaften, Judengemeinden, wahrscheinlich mit jährlicher Regelmäßigkeit und auf Grundlage der staufischen Prokurationen (als regionale Verwaltungseinheiten im Königsterritorium). Die Liste enthält Steuernachlässe und -befreiungen, Zahlungsanweisungen u. a. an den Reichsschenken Konrad von Winterstetten († wahrscheinlich 1242/43) geben Einblick in die „Buchführung“ der königlichen Steuerverwaltung.
Diese Reichssteuer war in Mark Silber zu entrichten. Eine „Mark“ als Gewichtseinheit betrug ungefähr ein halbes Pfund.
Frankfurt am Main, Hagenau und Gelnhausen standen mit 250 bzw. 200 Mark Steuern an der Spitze der Städte und Ämter, die diese Leistung an den König abzuführen hatten. Schwäbisch Gmünd stand auf Platz 10. Die Zollstelle und Pfalz Kaiserswerth zahlte 20 Mark, die Judengemeinden ebendort und in Bern, Esslingen am Neckar, Konstanz oder Überlingen zwischen 2 und 40 Mark. Villingen zahlte gemäß der Liste einen Betrag von 42 Mark „für die Ausgaben des Königs“ und rangierte damit mit seiner Steuerleistung eher im unteren Drittel der staufischen Königsstädte, aus denen vielfach, aber nicht immer Reichsstädte werden sollten.
Das Verzeichnis wird im Staatsarchiv Augsburg verwahrt und trägt dort die Signatur Vorderösterreich Urkunden 1.